# Piezophyllus macrocerus
Piezophyllus macrocerus is een keversoort uit de familie kniptorren (Elateridae). De wetenschappelijke naam van de soort is voor het eerst geldig gepubliceerd in 1838 door Laporte.